# 劉沼
刘沼（?—?），字明信，祖籍中山郡魏昌县（今河北省无极县北），南朝齐、南朝梁官员。六世祖刘舆，西晋骠骑将军。

## 生平
刘沼年轻时善写文章，长大后博学。在南齐最初担任奉朝请，冠军将军行参军。梁武帝天监初年，担任后军临川王（萧宏）记室参军，秣陵县（今江苏省南京市南）令，在秣陵县令任上去世。